# 海天使的燈火

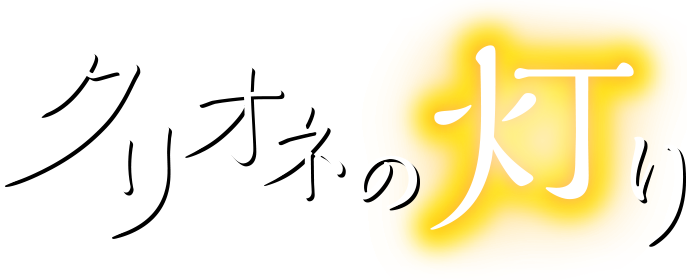
海天使的灯火 图标

《海天使的燈火》（日語：クリオネの灯り）是Natural-Rain創作的一部網絡小說，2004年在作者的個人網站上刊登，2007年在雅虎日本的「網絡名作！催人淚下的網站特集」當中被選入，獲得極大人氣。2017年決定推出約10分鐘的短篇電視動畫，2017年7月12日東京都會電視台開始播出。

## 故事簡介
由於體弱多病且父母雙亡而遭受欺負的少女實，與希望看到實的笑容的方和杏子之間的感人故事。
一直被貼著受欺負孩子標簽的實。 希望能看到她的笑容的方和杏子，在某個下雨之日的午後，盡情地與她說了話。
然而仍然看不到她真正的笑容，而她的身體狀況也變得惡化，連學校也不來了。
之後過了兩個月......方和杏子收到了一封不可思議的郵件。 沒有發件人的名字，甚至無從回信的這封郵件，傳達了鄰鎮夏日祭典的通知—題目中出現的クリオネ（Clione，即裸海蝶）是一種於深海生存的軟體動物，海天使的名字可能是因為它在海水裡展翅游泳時，類似翅膀的器官看起來像天使的翅膀，而且透明的身體中央有著像紅心一樣的紅色消化器官。

## 登場角色
雨宮實（聲：松村沙友理）
體弱多病的女孩子。純真而多愁善感。對方和杏子懷有某種感情。
碧井方（聲：大平峻也）
安靜而沉穩的男孩子。雖然想着要幫助實，卻無法順利採取行動。和杏子是青梅竹馬的好友。
月橋杏子（聲：原奈津子）
性格直爽，也很會關心人的女孩子。擔心着實。和方是青梅竹馬。

## 電視動畫

### 主題曲
片頭曲
填詞：出口陽，作曲・編曲：石田秀登，主唱：aki
片尾曲
填詞：Natural-rain，作曲：Satoru，編曲：HASSE，主唱：aki
插入曲
（第3話）
填詞：テルジヨシザワ，作曲・編曲：佐佐木久夫，主唱：佐佐木李子
（第4話）
填詞：出口陽，作曲：石田秀登，編曲：伊豆一彦，主唱：aki

### 各話列表
| 話數   | 日文標題 | 中文標題           | 劇本                 | 分鏡     | 演出       | 作畫監督           |
| ------ | -------- | ------------------ | -------------------- | -------- | ---------- | ------------------ |
| 第1話  |          | 孤身一人           | Natural Rain 尾中剛  | 石川Pro  | 布施木一喜 | 小室未來           |
| 第2話  |          | 約定               | Natural Rain 尾中剛  | 熊本健士 | 津田義三   | 大森理惠、福島豐明 |
| 第3話  |          | 勇氣               | Natural Rain 尾中剛  | 石川Pro  | 布施木一喜 | 志賀道憲           |
| 第4話  |          | 水族館             | MOLICE Natural Rain  | 熊本健士 | 小室未來   | 小川一郎、金子美希 |
| 第5話  |          | 明天見             | MOLICE Natural Rain  | 石川Pro  | 福元信一   | 和田伸一、高橋信也 |
| 第6話  |          | 百日之花           | Tsukasa Natural Rain | 石川Pro  | 津田義三   | 大森理惠           |
| 第7話  |          | 祭典的喧鬧         | Tsukasa Natural Rain | 石川Pro  | 布施木一喜 | 小川一郎           |
| 第8話  |          | 小小的燈塔         | MOLICE Natural Rain  | 石川Pro  | 小室未來   | 今井武志           |
| 第9話  |          | 燈塔與防波水泥塊   | Tsukasa Natural Rain | 石川Pro  | 布施木一喜 | 小川一郎           |
| 第10話 |          | 祭典過後，清晨的光 | Tsukasa Natural Rain | 石川Pro  | 布施木一喜 | 仲原悠哉           |
| 第11話 |          | 未來的回憶         | MOLICE Natural Rain  | 石川Pro  | 福元信一   | 岩田幸子           |
| 第12話 |          | 海天使的燈火       | Tsukasa Natural Rain | 石川Pro  | 小室未來   | 小室未來           |

### 藍光版
| 卷數 | 發售日期       | 收錄話數       | 規格編號 |
| ---- | -------------- | -------------- | -------- |
| 上   | 2017年10月27日 | 第1話 - 第6話  | SMIB-19  |
| 下   | 2017年11月24日 | 第7話 - 第12話 | SMIB-20  |

## 外部連結
- （日語）作者個人網站。
- （日語）動畫《海天使的燈火》官方網站 （页面存档备份，存于）
- （日語）クリオネの灯り〜男子たちの放課後〜 （页面存档备份，存于）
- （日語）海天使的燈火的X（前Twitter）